# مقارنة

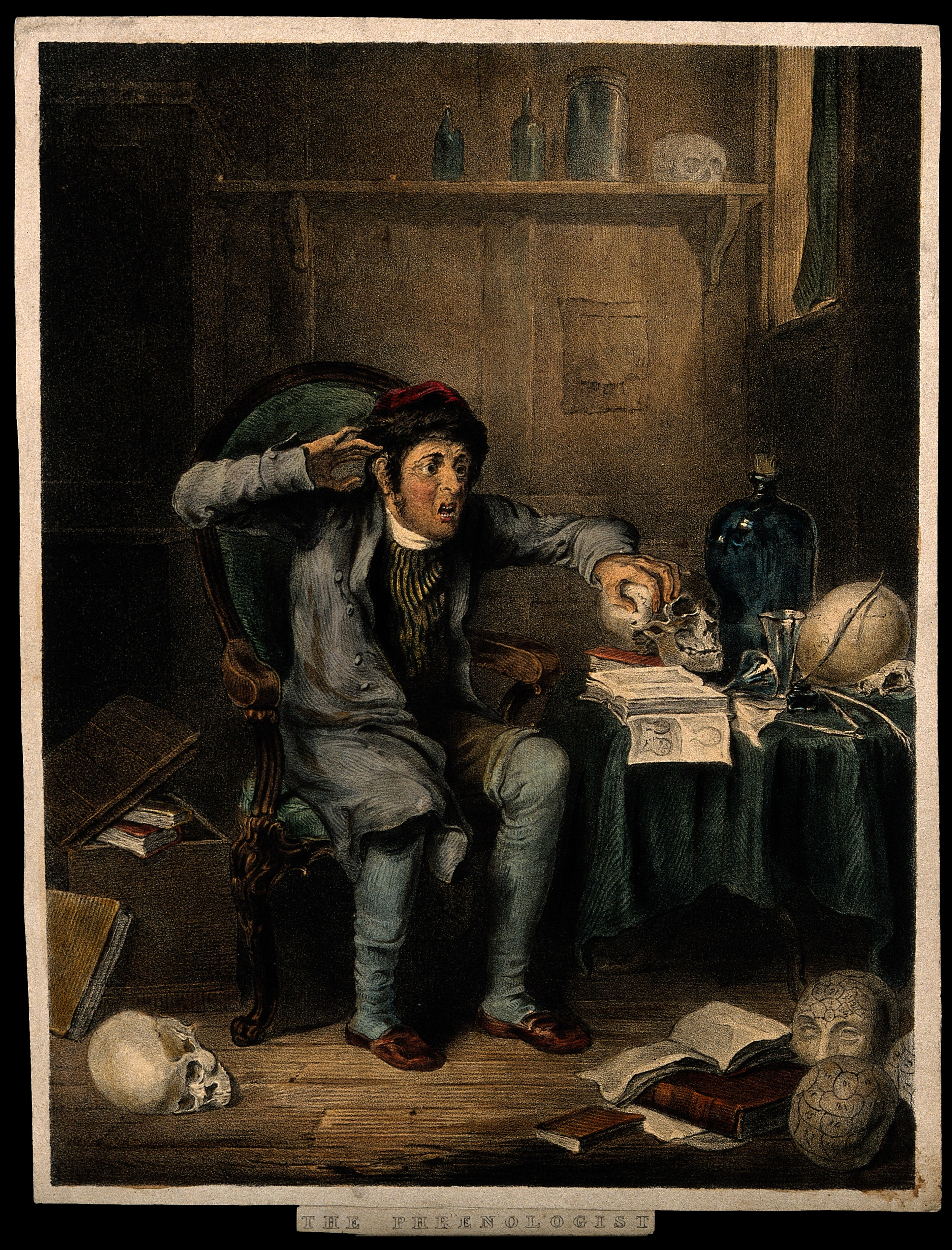
رجل قلق يقارن رأسه بجمجمة باستخدام تقنية علم فراسة الدماغ.

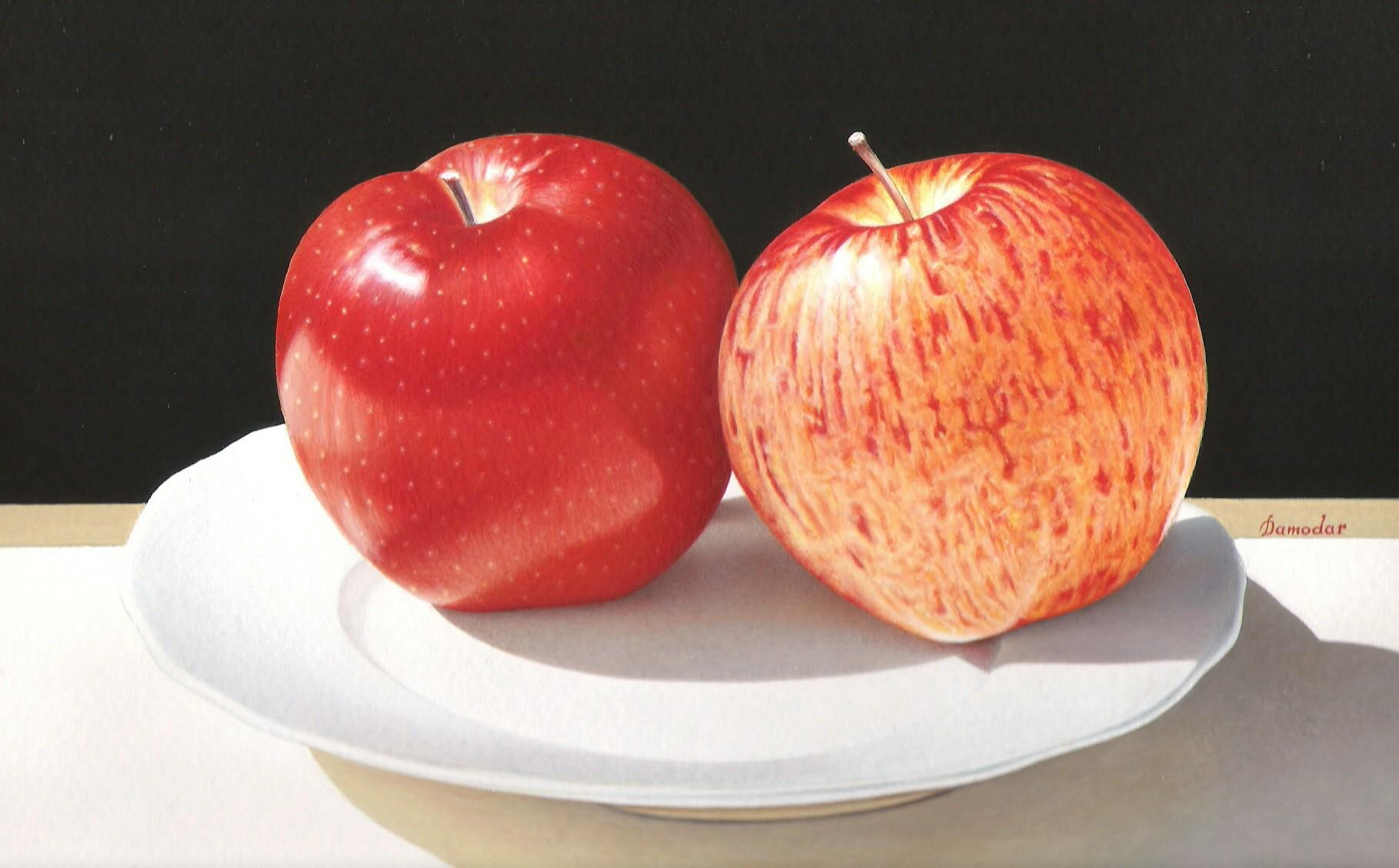
زوج من الأشياء، مثل هذا الزوج من التفاح، يخضع للمقارنة بمجرد تحديد نقاط التشابه والاختلاف.

رسم بياني يوضح مقارنة صفات مجموعة متنوعة من زيوت الطهي، ويهدف إلى مساعدة القارئ على تحديد الخيارات الأفضل لصحته.

المقارنة (بالإنجليزية: comparing)‏ هي عملية تقييم اثنين أو أكثر من الأشياء من خلال تحديد الخصائص المتناظرة والمقارنة بينها، وتحديد الخصائص المتشابهة [الإنجليزية] والمختلفة [الإنجليزية] بين كل شيء، وتحديد درجة الشبه بينها. وعندما تكون الخصائص مختلفة، يمكن تقييم الاختلافات لتحديد الشيء الأنسب لغرض معين. ويُطلق أيضًا على وصف الشبه والاختلافات الظاهرة عليها بين الشيئين اسم "المقارنة". ويمكن أن تتخذ المقارنة أشكالًا مختلفة في مجالات مختلفة وتتفاوت باختلاف المجالات التي تتم فيها المقارنة:
المقارنة هي عملية جمع شيئين أو أكثر (سواء في الواقع أو في الفكر) وفحصها بشكل منهجي، محددًا الشبه والاختلافات بينها. وتختلف معاني المقارنة باختلاف إطار الدراسة. فكل استكشاف للشبه أو الاختلافات بين وحدتين أو أكثر يعد مقارنة. وفي أضيق معناها، تتكون المقارنة من مقارنة وحدتين منفصلتين عن بعضهما البعض.
ليكون الشيئان قابلان للمقارنة، يجب أن تكون فيهما خصائص متشابهة بما يكفي وبطرق ملائمة للمقارنة. وإذا كانت الاختلافات بين شيئين كبيرة جدًا ولا يمكن مقارنتهما بطريقة مفيدة، فإن محاولة المقارنة بينهما تشبه باللغة الإنجليزية "محاولة مقارنة التفاح بالبرتقال [الإنجليزية]". وتستخدم المقارنة على نطاق واسع في المجتمع، في العلوم، وفي الفنون.

## الاستخدام العام
المقارنة هي نشاط طبيعي، يشارك فيه الحيوانات أيضًا عند اتخاذ القرارات، مثل تحديد أي طعام محتمل يجب تناوله. وعلى نحو مماثل، يشارك الإنسان دائمًا في المقارنة عندما يصطاد أو يبحث عن الطعام. وينتقل هذا السلوك إلى أنشطة مثل التسوق للطعام والملابس والأشياء الأخرى، واختيار الوظيفة التي يجب التقدم لها أو اختيار وظيفة من عروض متعددة، أو اختيار المتقدمين للتوظيف. وفي التجارة، يشارك الناس في التسوق المقارن: في محاولة الحصول على أفضل صفقة للمنتج من خلال مقارنة الصفات المختلفة للإصدارات المتاحة لهذا المنتج ومحاولة تحديد الإصدار الذي يحقق أقصى عائد للأموال المستثمرة. وفي القرن الحادي والعشرين، حيث يتم التسوق بشكل متزايد عبر الإنترنت، طوّر مواقع المقارنة للتسوق [الإنجليزية] لمساعدة المتسوقين في اتخاذ هذه القرارات. وعندما يستثمر المستهلكون والآخرون تفكيرًا مفرطًا في إجراء المقارنات، يمكن أن يؤدي ذلك إلى مشكلة الشلل التحليلي.
يميل البشر أيضًا إلى مقارنة أنفسهم وممتلكاتهم مع الآخرين، وهو نشاط لوحظ أيضًا في بعض الحيوانات. يبدأ الأطفال في تطوير القدرة على مقارنة أنفسهم بالآخرين في المدرسة الابتدائية. عند البالغين، يمكن أن يؤدي هذا إلى الشعور بالتعاسة عندما يقارن الشخص الأشياء التي يمتلكها بالأشياء التي يعتبرها متفوقة ولا يمكن الحصول عليها. يعتمد بعض التسويق على إجراء مثل هذه المقارنات لإغراء الناس بشراء الأشياء بحيث يقارنون بشكل أفضل مع الأشخاص الذين لديهم هذه الأشياء. تركز نظرية المقارنة الاجتماعية، التي اقترحها في البداية عالم النفس الاجتماعي ليون فيستنجر في عام 1954، على الاعتقاد بأن هناك دافعًا داخل الأفراد للحصول على تقييمات ذاتية دقيقة. تشرح النظرية كيف يقيم الأفراد آرائهم وقدراتهم من خلال مقارنة أنفسهم بالآخرين لتقليل عدم اليقين في هذه المجالات، وتعلم كيفية تحديد الذات. بعد النظرية الأولية، بدأ البحث في التركيز على المقارنة الاجتماعية كطريقة لتعزيز الذات، إدخال مفاهيم المقارنات التصاعدية والصاعدية وتوسيع دوافع المقارنات الاجتماعية.
تطورت اللغة البشرية لتلائم هذه الممارسة من خلال تسهيل المقارنة النحوية [الإنجليزية]، مع الأشكال المقارنة [الإنجليزية] التي تمكن الشخص من وصف شيء ما على أنه أكثر أو أقل من خصائص شيء آخر، أو وصف شيء في مجموعة على أنه يمتلك أكثر أو أقل من تلك الخاصية بالنسبة للمجموعة. الفئة النحوية [الإنجليزية]المرتبطة بمقارنة الصفات والظروف هي درجة المقارنة.

## الاستخدام الأكاديمي
في الأوساط الأكاديمية، يستخدم المقارنة بين أشياء مثل الأنظمة الاقتصادية والسياسية. وقد حذر العالم السياسي والمؤرخ بنديكت أندرسون من استخدام المقارنات دون النظر في الإطار المناسب للأشياء المقارنة:
من المهم أن ندرك أن المقارنة ليست منهجًا أو حتى تقنية أكاديمية؛ بل هي استراتيجية حوارية. وهناك بعض النقاط المهمة التي يجب مراعاتها عند الرغبة في إجراء مقارنة. أولاً، يتعين على الشخص أن يقرر، في أي عمل معين، ما إذا كان يسعى إلى التشابهات أو الاختلافات. فمن الصعب جدًا، على سبيل المثال، أن نقول، وحتى أقل من ذلك إثبات، أن اليابان والصين أو كوريا متشابهة بشكل أساسي أو مختلفة بشكل أساسي. يمكن صياغة أي من هذه الحالتين، وذلك يعتمد على زاوية الرؤية والإطار والاستنتاجات التي ينوي الشخص التوصل إليها.
ويشير أندرسون كمثال على ذلك: "في سنوات التعصب عشية الحرب العالمية الأولى، عندما شُجع الألمان والفرنسيين على كراهية بعضهم بعضاً، استمتع المنظر النمساوي الماركسي أوتو باور بإغراء كلا الجانبين" من خلال مقارنة أوجه التشابه، "بالقول إن الباريسيين المعاصرين وأهل برلين لديهم قواسم مشتركة أكثر بكثير مما كان عليه الحال مع أسلافهم في العصور الوسطى". والجدير بالذكر أن عبارة "الدراسات المقارنة" تُستخدم عمومًا للإشارة إلى الدراسات عبر الثقافات، في مجالات علم الاجتماع والأنثروبولوجيا. قال إميل دوركهايم، أحد مؤسسي مجال علم الاجتماع، عن هذا المصطلح إن "علم الاجتماع المقارن ليس فرعًا معينًا من علم الاجتماع ؛ إنه علم الاجتماع نفسه".

## في الأدب
الاستخدام الأساسي للمقارنة في الأدب هو التشبيه، وهو صورة بلاغيةيقارن مباشرة شيئين. التشبيهات هي شكل من أشكال الاستعارة التي تستخدم صراحةً كلمات متصلة ( مثل، كـ، أو أفعال مختلفة مثل يشبه ) على الرغم من أن هذه الكلمات المحددة ليست ضرورية دائمًا. بينما تستخدم التشبيهات بشكل أساسي في أشكال الشعر التي تقارن بين الجماد والحي، هناك أيضًا مصطلحات تستخدم فيها التشبيهات لأغراض فكاهية للمقارنة. علق عدد من الأعمال الأدبية بشكل سلبي على ممارسة المقارنة. مثلًا، كتب الشاعر الإنجليزي جون ليدجيت [الإنجليزية] في القرن الخامس عشر "المقارنات القديمة مزعجة". وكان هذا موضوعًا ينعكس على الكثير من الكتاب والمؤلفين اللاحقين، مثل ويليام شكسبير، الذي أدرج العبارة "جعجعة بلا طحن " في مسرحيته "كثير من اللغط حول لا شيء". وفي مقطع في رواية دون كيشوت، كتب ميغيل دي ثيربانتس: "أليس من الممكن أن يجهل سيادتكم الرشيدة أن المقارنات التي تجرى بين الذكاء والذكاء، والشجاعة والشجاعة، والجمال والجمال، والميلاد والميلاد دائمًا مزعجة وتؤخذ بشكل سيئ؟".

## مقالات ذات صلة
- مقارنات (عقارات) [الإنجليزية]
- تشابه (فلسفة) [الإنجليزية]